# Francisco Delgado Montero
Francisco Delgado Montero, también como Delgado Sánchez, (Arcos de la Frontera, 29 de marzo de 1719 - Arcos de la Frontera, 10 de enero de 1792) fue un compositor y maestro de capilla español.

## Vida
Francisco Delgado nació en Arcos de la Frontera el 29 de marzo de 1719.

### Magisterio en la Colegiata de San Salvador de Sevilla
Tras el fallecimiento del maestro Cristóbal de Dueñas el 8 de enero de 1740, quedaba vacante el magisterio de la Colegiata de San Salvador de Sevilla. Delgado se presentó a la plaza desde Arcos con un informe de Pedro Rabassa, en ese momento maestro de capilla de la Catedral de Sevilla, que consideraba al candidato suficiente para el puesto.
Unos meses más tarde, el 16 de febrero de 1741, el maestro elevaba una queja al cabildo, ya que la mayoría de los músicos no eran adecuados, además de que muchos también faltaban a las funciones. Su idea era deshacerse de los menos adecuados y usar sus salarios para aumentar el sueldo de los más adecuados, quedando dos tenores atiplados, un contralto, un tenor de cuerda y un ministril. El cabildo no aceptó la propuesta, decidiéndose por multar a los músicos displicentes. La decisión arriesgaba que los músicos buenos, los que tenían encargos exteriores y por lo tanto faltaban más a menudo, acabase yéndose por la cuantía de las multas, mientras los peores, que no tenían encargos externos y por lo tanto faltaban menos, se quedarían en la colegial. Como consecuencia, en julio de 1741 el maestro se encontraba sin músicos para tocar los villancicos que había compuesto para la fiesta de la Transfiguración y se dirigió de nuevo al cabildo. El cabildo solo resolvió perdonar las faltas a los músicos y readmitir a Nicolás de Anaya. Las discusiones sobre la falta de medios para la capilla y las malas relaciones entre músicos y maestro sería una constante en las discusiones entre el maestro y el cabildo.
A finales de 1741 pidió licencia para ir a ejercicios espirituales, proponiendo a Nicolás Anaya para sustituirlo En marzo de 1742 hubo que nombrar a un «diputado de la capilla» o «protector de la capilla» para mediar entre el maestro y sus músicos. En esa época se formaron varias capilla de música en iglesias de la ciudad y los músicos a menudo abandonaban sus obligaciones en San Salvador para cobrar sus actuaciones en otras capillas. De nuevo los cantores no eran suficientes para la fiesta de la Transfiguración, ya que estaban sirviendo en la capilla de San Pedro. El cabildo hizo uso de su autoridad y prohibió a las demás iglesias servirse de los músicos de la colegial. Finalmente también se decidió realizar la reforma propuesta por maestro Delgado: se redujo el número de cantores a cuatro y los músicos quedaron en un bajonista y otros tres más. Los arpistas fueron jubilados, teniendo en cuenta que el arpa ya había pasado de moda.
Sin embargo parece que la reforma no solucionó el problema y en septiembre de 1742 el maestro declara de nuevo no tener suficientes músicos para las funciones. Las circunstancias le obligaron a unirse a la capilla de Santa Ana, otras solución que no funcionó y que se rompió poco después. Poco después se intentaba igualmente con la iglesia San Pedro, pero en este caso con un acuerdo por escrito en lo referente a salarios, obvenciones y dirección de la misma. Sin embargo en marzo de 1744 el maestro volvía al cabildo para quejarse del mal estado de la capilla. Se distribuyó el salario de los cargos vacantes entre los músicos presentes y en mayo se admitía a un bajón y a un tiple para complementar a los demás músicos.
En febrero de 1747 se instituye la fiesta de San Blas, en la que se rea un arca para los gastos de los músicos enfermos y necesitados, mantenida con las obvenciones de los músicos de la capilla. En julio de 1752 el maestro parió a Arcos de la Frontera por enfermedad de su padre, que se estaba muriendo. A principios de marzo de ese año vuelve a pedir licencia para ira 15 días a Sevilla. Pero el 8 ya se despedía para partir a la Colegiata de Antequera, aunque permaneció aún para ocuparse de las fiestas de Semana Santa.

### Maestro de capilla de la Colegiata de Antequera
En 1755 el maestro Pedro Furió dejó vacante el magisterio de la Real Colegiata de Santa María la Mayor de Antequera, tras años de problemas con el cabildo e incluso un altercado con el alcalde por el que acabó encarcelado. Su sucesor sería Francisco Delgado, que ejerció el magisterio entre 1755 y 1759.

### Maestro de capilla de la Catedral de Cádiz
El 27 de septiembre de 1758 fallecía Miguel de Medina Corpas, el maestro de capilla de la Catedral de Cádiz, dejando el cargo vacante. Delgado fue elegido como sustituto y comenzó en el cargo el 7 de abril de 1759. Tras tener algunos problemas de salud, se contrató a un maestro interino, Juan Domingo Vidal, el 16 de abril de 1788, que permaneció en la Catedral hasta ser nombrado de forma oficial 11 de enero de 1792.
Delgado se jubiló el 16 de enero de 1768, cuando se trasladó a Arcos de la Frontera, su lugar de nacimiento, donde siguió componiendo. Falleció el 10 de enero de 1792.

## Obra
Se conservan las siguientes composiciones de Francisco Delgado:
- Ave Maria Stella, himno a ocho voces y dos bajos continuos.
- Beatus vir, salmo a cinco voces, violines, oboes, trompas, bajo continuo.
- Beatus vir, salmo a seis voces, violines, oboes, trompas, bajo continuo.
- Beatus vir, salmo a ocho voces, violines, oboes, trompas, bajo continuo.
- Credidi, salmo a ocho voces, violines, oboes, trompas, bajo continuo.
- Credidi, salmo a ocho voces, violines, oboes, trompas, bajo continuo.
- Laetatus sum, salmo a cinco y nueve voces, violines, clarinetes, bajo continuo.
- Lauda Jerusalem, salmo a seis voces, violines, trompas, bajo continuo.
- Lauda Dominum, salmo a cinco voces, violines, trompas, bajo continuo.
- Miserere, salmo a ocho voces, violines, flauta, oboes, trompas, viola, fagote.
- Magnificat, cántico a cinco voces, violines y acompañamiento.
- Magnificat, cántico a ocho voces, violines, trompas y bajo continuo.
- Gloria, a cuatro y ocho voces y 2 bajos continuos.